# ليزا هوارد
ليزا هوارد (بالإنجليزية: Lisa Howard)‏ (و. 1963 – م) هي ممثلة، من كندا، ولدت في لندن.

## وصلات خارجية
- ليزا هوارد على موقع IMDb (الإنجليزية)
- ليزا هوارد على موقع ألو سيني (الفرنسية)
- ليزا هوارد على موقع أول موفي (الإنجليزية)
- ليزا هوارد على موقع قاعدة بيانات الفيلم (الإنجليزية)
- ليزا هوارد على موقع كينوبويسك (الروسية)
- ليزا هوارد على موقع كينوبويسك (الروسية)